# Rev. from DVL
Rev. from DVL est un groupe féminin d'idoles japonaises formé en juin 2011 et dissous en mars 2017, composé d'une dizaine de membres, basé à Fukuoka et produit par l'agence Active Hakata.

## Origine du nom du groupe
Le nom du groupe vient de 2 mots : « Rev » est l'abréviation de « révolution » et signifie aussi « rêve » en créole haïtien ; « DVL » est l'acronyme de « Dance Vocal Lesson ». 

## Histoire
Le groupe a commencé ses activités chez l'agence de talent Active Hakata à Fukuoka sous le nom de DVL en 2003. Entre 2003 et 2010, les membres de étaient : Miki Washio, Nagisa Shinomiya, Hitomi Imai, Miho Akiyama, Yuna Nishioka, Nanami Takahashi, Kanna Hashimoto, Honami Kōya et Nanami Chikaraishi.
Le groupe est officiellement renommé Rev. from DVL en juin 2011.
Les membres du groupe se produisent principalement lors de festivals et d’événements locaux dans les environs de Fukuoka. Les membres travaillent aussi en tant que mannequins. En juillet 2013, le groupe participé au Manga Festival au Vietnam. Les membres y sont retournées au en décembre 2013 pour s’y produire de nouveau en concert.

### 2014-2015: Les débuts en major et popularité
Les membres, Narunaru et Kanae, ont effectué leur cérémonie de remise de diplôme du groupe en février 2014.
Leur émission de radio Rev. from DVL no Vitamin Revolution est diffusée depuis mars 2014 sur KBC Radio. Les membres, Miho Akiyama et Miki Washio, animent une rubrique intitulée Rev. ni Ai ni Kinshai! (Rev.に逢いにきんしゃい！) dans l’émission Girls☆Punch diffusée sur RKB Radio chaque vendredi soir. Une des membres Kanna Hashimoto y fait des apparitions.
Le groupe fait ses débuts en major sortant le 16 avril 2014 son premier single Love -arigatou- (écrit LOVE -arigatou-) produit sous le label Yoshimoto R and C (label avec lequel a signé aussi le groupe NMB48), le single se classe 6e à l'Oricon. À partir de la sortie du premier single, la position de centre est occupée par Kanna Hashimoto. La chanson-titre est également utilisée dans la première publicité avec Kanna et le groupe.
En mai 2014, Kanna Hashimoto prête son image à une publicité TV pour le jeu vidéo social Girlfriend Beta (ガールフレンド（仮）). Son propre personnage au style « anime » apparaît aussi dans le jeu.
Motono Kyōka est un nouveau membre du groupe et n'a pas participé à un disque (elle est considérée comme membre apprenti).
Le groupe a participé aux MTV Video Music Awards Japan 2014 (VMAJ) sur MTV Asia en juin 2014.
Le groupe annonce en juillet la sortie de leur deuxième single Do my best!! pour le mois suivant. Il sort le 13 août 2014 et se classe 11e à l'Oricon.
Leur premier concert solo, intitulé Live And Peace vol.1,  se tient en le même mois à Fukuoka.
Le premier photobook de Kanna Hashimoto intitulé Kanna Little Star ~Kanna 15~ est mis en vente en novembre 2014. Kanna s’est également produite en tant qu'actrice de doublage (seiyū) dans l’anime Aikatsu! (アイカツ！) fin 2014.
Le groupe d'idoles a organisé sa première tournée de concerts, intitulée Live House Tour Live And Peace vol.3, entre février et mars 2015.
Les membres animent l’émission de divertissement Rev. from DVL no Ho-Kago (Rev.fromDVLのホーカゴ) depuis avril 2015.
De plus, Motono Kyōka, membre apprenti, n'apparaît plus sur le profil du groupe, elle a quitté ce dernier en été.
Airi Ikematsu rejoint le groupe d'idoles en tant que nouveau membre, elle a intégré le groupe fin novembre 2015; le groupe compte désormais treize membres.
Le fan club officiel du groupe, intitulé I Rev You (アイ・レブ・ユー), a été créé en décembre 2015. Une application pour smartphones a été lancée au même moment. Elle est disponible sur les appareils Android et iPhone.
Les Rev. from DVL ont participé à la Winter Convention à Hô-Chi-Minh-Ville, au Vietnam, fin décembre 2015.

### 2016: Activités du groupe moins importantes
Le groupe sort leur 6e single Okujō no Sukima Shiroi Sora le 5 janvier 2016, dans lequel Airi Ikematsu fait sa première apparition en tant que nouvelle membre.
Kanna Hashimoto fait ses débuts en solo avec le single Sailor Fuku to Kikanjū, en vente en février 2016. La chanson-titre du single est la chanson thème du film Sailor Suit and Machine Gun – Graduation qui va sortir au cinéma en mars 2016 au Japon, et dans lequel Hashimoto joue le rôle principal.
En avril 2016, Miho Akiyama, Nagisa Shinomiya, Yukina Hashimoto et Airi Ikematsu ont formé le groupe special Rev. from DVL Teenz au Vietnam. Elles avaient pour objectif de promouvoir la boisson Calpis Teenz dans ce pays. Leur chanson Ngọt mà chua chua mà ngọt est utilisée dans la publicité.
Le même mois, Nanami Takahashi et Honami Kōya annoncent leur remise de diplôme de Rev. from DVL. En effet, Nanami Takahashi souffre de scoliose depuis quelques années ; son étant de santé s'étant détérioré, elle est contrainte d'arrêter les activités physiques pour suivre un traitement médical. Honami Kōya a, quant à elle, quitté le lycée en mars après avoir obtenu le baccalauréat. Elle a décidé de quitter le groupe et poursuivre son propre chemin. 

La cérémonie de graduation des deux membres a lieu au cours d'un concert du groupe le 28 mai 2016 au Skala Espacio à Fukuoka.
En décembre 2016 sort le 7e single du groupe Vampire sous format numérique.

### 2017: La séparation
En février 2017, le groupe décide d'annoncer officiellement leur séparation mars suivant. La raison principale est que les membres ont décidé de poursuivre leur propre chemin dans d'autres domaines, elles ont également expliqué vouloir prendre leur avenir en main comme éventuellement chercher du travail, se concentrer sur les examens scolaires, entrer à l'université, etc., ; quelques membres avaient déjà mentionné la séparation possible du groupe sur les réseaux sociaux quelques jours auparavant.
Un album compilation intitulé Never Say Goodbye -arigatou- voit le jour le 8 mars 2017, regroupant tous les singles (et chansons face B) et chansons inédites du groupe.
Les membres tiendront un concert au Akasaka BLITZ le 29 mars et un autre au Fukuoka Drum Logos le 31 mars 2017, ce dernier correspondant à la cérémonie de remise de diplômes de tous les membres.

## Anecdotes
- Kanna Hashimoto, a attiré l’attention et est devenue populaire sur internet avec son côté « kawaii », ce qui a entraîné la publication de nombreuses photos d’elle sur les sites japonais tels que 2ch. Certains fans d’idoles pensent qu’elle sera une prochaine superstar, ils lui ont d'ailleurs donné le surnom de "Talent qui n’apparaît qu’une fois dans un millénaire" (le "Talent" est à comprendre comme "Artiste"). Un autre surnom de « l’Idole Angélique (天使すぎるアイドル) » lui a été donné.

## Membres

### Membres actuels
| Nom et Prénom                  | Surnom                | Date de Naissance | Remarques                |
| ------------------------------ | --------------------- | ----------------- | ------------------------ |
| Kanna Hashimoto (橋本環奈)     | Kanna (かんな)        | 3 février 1999    | Nommée "Idole angélique" |
| Miho Akiyama (秋山美穂)        | Miporin (みぽりん)    | 21 juillet 1995   | Sub-leader               |
| Nagisa Shinomiya (四宮なぎさ)  | Nagichon (なぎちょん) | 21 février 1998   |                          |
| Miki Washio (鷲尾美紀)         | Miki (みき)           | 10 octobre 1993   | Ex-Leader                |
| Hitomi Imai (今井瞳)           | Hitomin (ひとみん)    | 31 mai 1993       | Leader du groupe         |
| Yuna Nishioka (西岡優菜)       | Yuuna (ゆうな)        | 28 février 1996   | Sub-leader               |
| Yukina Hashimoto (橋本幸奈)    | Yukky (ゆっきー)      | 6 mars 1999       |                          |
| Nanami Chikaraishi (力石 奈波) | Chikanana (ちかなな)  | 20 septembre 1999 |                          |
| Reina Fujimoto (藤本麗依菜)    | Reina (れいな)        | 20 juin 2000      |                          |
| Saki Furusawa (古澤早希)       | Saki (さき)           | 18 août 1999      |                          |
| Airi Ikematsu (池松愛理)       | Airi (あいり)         | 28 août 1996      | Intégré en décembre 2015 |

Apprenties (membres "next")
| Nom et Prénom              | Surnom                  | Date de Naissance | Remarques                                             |
| -------------------------- | ----------------------- | ----------------- | ----------------------------------------------------- |
| Yurina Kusano (草野優梨奈) | Yuri (ゆり)             |                   | Intégrée en décembre 2016                             |
| Ikumi Sasaoka (笹岡郁未)   | Iku-chan (いくちゃん)   |                   | Intégrée en décembre 2016                             |
| Tomoka Shiraki (白季知花)  | Tomorin (ともりん)      |                   | Intégrée en décembre 2016                             |
| Azumi Seno (妹尾安珠実)    | Azu (あず)              |                   | Intégrée en décembre 2016                             |
| Chisato Mori (森千咲穂)    | Chisapon (ちさぽん)     |                   | Intégrée en décembre 2016                             |
| Ex-apprenties              |                         |                   |                                                       |
| Motono Kyōka (本野杏香)    | Kyonkyon (きょんきょん) | 2 mars 1999       | Intégrée en avril 2014 et a quitté le groupe fin 2015 |

### Anciens membres
- Rairai (らいらい)

| Nom et Prénom                 | Surnom              | Date de Naissance | Remarques                          |
| ----------------------------- | ------------------- | ----------------- | ---------------------------------- |
| Narumi Matsuda (松田成未)     | Narunaru (なるなる) | ???               | A quitté le groupe en février 2014 |
| Kanae Shintani (新谷香苗)     | Kanae (かなえ)      | ???               | A quitté le groupe en février 2014 |
| Nanami Takahashi (高橋菜々美) | Nacchi (なっち)     | 6 novembre 1998   | A quitté le groupe le 28 mai 2016  |
| Honami Kōya (神谷帆南)        | Honami (ほなみ)     | 5 décembre 1997   | A quitté le groupe le 28 mai 2016  |

## Discographie

### Album
| # | Titre                                                       | Date de sortie | Classement |
| - | ----------------------------------------------------------- | -------------- | ---------- |
| # | Titre                                                       | Date de sortie | Oricon     |
| 1 | Never Say Goodbye -arigatou- (NEVER SAY GOODBYE -arigatou-) | 8 mars 2017    | 18         |

### Singles
| Année          | # | Titre                                                                                                 | Date de sortie   | Classement | Album                        |
| -------------- | - | --- | ---------------- | ---------- | ---------------------------- |
| Année          | # | Titre                                                                                                 | Date de sortie   | Oricon     | Album                        |
| Singles indies |   | |                  |            |                              |
| 2006           | 1 | Mama no New Bag / Haikei Oyaji-sama (ママのニューバッグ / 拝啓オヤジ様！)                             | 1er mai 2006     | -          | Aucun album                  |
| 2011           | 2 | Heart / butterfly                                                                                     | 5 juin 2011      | -          | Aucun album                  |
| 2012           | 3 | Ai ni Kinshai (逢いにきんしゃい)                                                                      | 24 décembre 2012 | -          | Never Say Goodbye -arigatou- |
| Singles major  |   | |                  |            |                              |
| 2014           | 1 | Love -arigatou- (LOVE -arigatou-)                                                                     | 16 avril 2014    | 6          | Never Say Goodbye -arigatou- |
| 2014           | 2 | Do my best!! (Do my best!!)                                                                           | 13 août 2014     | 11         | Never Say Goodbye -arigatou- |
| 2014           | 3 | REAL / Koi Iro Passion (REAL-リアル- / 恋色パッション)                                                | 3 décembre 2014  | 9          | Never Say Goodbye -arigatou- |
| 2015           | 4 | Kimi ga Ite Boku ga Ita / Ai Girl (君がいて僕がいた / 愛がーる)                                       | 25 mars 2015     | 9          | Never Say Goodbye -arigatou- |
| 2015           | 5 | Kimi wo Mitsuketa Ano Hi kara Boku no Omoi wa Hitotsu Dake (君を見つけたあの日から僕の想いは一つだけ) | 30 juin 2015     | 4          | Never Say Goodbye -arigatou- |
| 2016           | 6 | Okujō no Sukima Shiroi Sora (屋上のスキマ白いソラ)                                                    | 5 janvier 2016   | 3          | Never Say Goodbye -arigatou- |
| 2016           | 7 | Vampire                                                                                               | 29 décembre 2016 | -          | Never Say Goodbye -arigatou- |